# Seznam srbských spisovatelů
Seznam srbských spisovatelů obsahuje přehled některých významných spisovatelů, narozených nebo převážně publikujících v Srbsku.

## A
- Ivo Andrić 1892–1975)

## C
- Miloš Crnjanski

## B
- Ester Bellovićová

## Ć
- Branko Ćopić
- Bora Ćosić
- Dobrica Ćosić
- Miladin Ćulafić

## D
- Vuk Drašković
- Predrag Dragić
- Vladan Desnica

## G
- Milovan Glišić

## I
- Jakov Ignjatović

## J
- Đura Jakšić
- Ljubiša Jocić
- Jovan Jovanović Zmaj

## K
- Vuk Stefanović Karadžić
- Danilo Kiš
- Petar Kočić
- Radomir Konstantinović
- Laza Kostić
- Erih Koš
- Mirko Kovač
- Gordana Kuić

## L
- Mihailo Lalić

## M
- Simo Matavulj
- Sima Milutinović Sarajlija
- Nikola Moravčević

## N
- Ljubomir Nenadović
- Tomislav Nikolić
- Branislav Nušić

## O
- Milan Orlić, básník a esejista

## P
- Milorad Pavić, romanopisec
- Petar II. Petrović-Njegoš, básník, pravoslavný metropolita a vladyka Černé Hory
- Petar S. Petrović, prozaik a dramatik

## R
- Dušan Radović

## S
- Borisav Stanković

## T
- Srđan T. Tešin

## V
- Dragan Velikić